# حي التأميم
حي التأميم هو أصغر حي في مدينة الس
ماوه في العراق من ناحية المساحة الجغرافية، يقع شرق مركز المدينة حيث يبعد 2 كم عن مركز المدينة و 5 كم عن جامعة المثنى. كانت بداية تأسيس الحي في سبعينيات القرن الماضي، حين باشرت الدولة بتوزيع قطع أراضٍ على الموظفين، حيث تم تقسيم الحي إلى قطع سكنية مساحة الواحدة منها 200 متر مربع، يُجاور حي التأميم كل من أحياء «الإسكان» (من الشرق)، و«النهضة» (من الشمال)، وتحدّه من الغرب إعدادية الصناعة، ومن الجنوب شارع الزيتون.

## الخدمات
يَشتمل حيّ التأميم على مدرسة ابتدائية (مدرسة الرواد) ومتنزه صغير (متنزه الأمراح) وساحة فارغة يُفترض بأنها لبناء «ثانوية للبنات»، إضافة إلى 6 قواطع سكنية، اثنان مطلاّن على شارع الزيتون وواحدٌ مجاور لحي الإسكان، وقاطعان داخليّان في الوسط وقاطع مطل على المتنزه، تشمل بمجملها 112 منزلاً تقريباً. ويُعتبر من الأحياء النصف شعبية، حيث ما زال أغلب سكانه من الموظفين ذاتهم الذين سكنوه في بداية إنشائه بالإضافة إلى بعض الوافدين الجدد، وأغلب سكانه الآن أقارب بالمصاهرة.
يُعتبر حيّ التأميم من الروافد المهمة لاقتصاد مدينة الديوانية، حيث أن الكثير من الشركات المعروفة خاصة في مجالي الألبسة والإلكترونيات (والتي تسمّى أحياناً باسم الحي) تعود ملكيتها لعائلات تسكن حي التأميم. وأهم معلم في حي التأميم - وهو خزان المياه - لا يَقعُ ضمن الحي، بل يُجاوره من جهة حي النهضة. وقد اكتسب حي التأميم شهرته بعد أن تعرّض عدة مرات للقصف بصواريخ المسلحين، كان أشدها عند سقوط قذائف هاون على مدرسة الروّاد الابتدائية بتاريخ 10 - 10 - 2007، وحينها جرح 15 شخصاً من أبناء الحي أغلبهم أطفال من الصف الأوّل، لم يُتموا أسبوعهم الدراسي الأول.